# Société des Avions Marcel Bloch
Société des Avions Marcel Bloch là một hãng chế tạo máy bay quân sự và dân sự của Pháp, đây là tên gọi của Dassault Aviation trước Chiến tranh Thế giới II.
Công ty này do Marcel Bloch thành lập.

## Các mẫu máy bay

### Quân sự
- MB.80 & MB.81 1932
- MB.200, 1933
- MB.210 & MB.211, 1934
- MB.130, 1935
- MB.211, 1935
- MB.131, 1936
- MB.150 & MB.157, 1937
- MB.133, 1937
- MB.134, 1937
- MB.170 & MB.176, 1938
- MB.500, 1938
- MB.135, 1939
- MB.480, 1939
- MB.162, 1940
- MB.700, 1941
- MB.800, 1947

### Dân sự
- MB.60 & MB.61, 1930
- MB.90 & MB.92 1932
- MB.120, 1932
- MB.220 - 1935
- MB.161 - 1939